# Carl Lazarus Henckel von Donnersmarck
Carl Lazarus Henckel von Donnersmarck (Neudeck, 1772. március 5. – Breslau, 1864. július 12.) német üzletember. Volt egy villája Bethlenfalván is. A Pour le Mérite díjat is megkapta.
A felesége Julia von Bohlen grófnő volt. Gyermekei között volt Guido Henckel von Donnersmarck (1830–1916), aki később herceg és iparmágnás lett.
A napóleoni háborúk alatt megalapította és vezette a sziléziai huszárezredet.